# حجب مواقع الإنترنت في مصر
بدأت الحكومة في مصر تتخذ إجراء حجب المواقع في شهري مايو ويونيو 2017، وتتجدد حملات الحجب منذ ذلك الحين.
شملت الدفعة الأولى أكثر من 60 موقعًا معارضًا على شبكة الإنترنت بينهم 48 موقعًا إخباريًا. المواقع المحجوبة هي مواقع إخبارية ومواقع تدوين حر ومواقع لقنوات تلفزيونية وصحف إلكترونية.
تضمنت المواقع المحجوبة ضمن الدفعة الأولى جميع المواقع الإلكترونية لمجموعة الجزيرة الإعلامية، والنسخة العربية من موقع هافنغتون بوست الأمريكي، وموقع حركة شباب 6 أبريل، وعدة مواقع لقنوات تلفزيونية مصرية معارضة تبث من خارج مصر. وأعلن التلفزيون الحكومي في مصر أن جهات سيادية قامت بحجب العديد من المواقع «الإرهابية» في مصر في 25 مايو 2017.
تقول الحكومة إن سبب الحجب هو قيام تلك المواقع بدعم «الإرهاب والتطرف» ونشر «أفكار إرهابية».
نُفِّذ الحجب من خلال جميع مزودي خدمة الإنترنت في مصر مثل تي إي داتا، واتصالات، وغيرهما.
وفي 5 سبتمبر 2017 ارتفع عدد المواقع المحجوبة إلى 424 موقعًا، وذلك بعد حجب موقعي المفوضية المصرية للحقوق والحريات، وموقع آخر تابع لمنظمة مراسلون بلا حدود.
وقالت المفوضية المصرية للحقوق والحريات، وهي هيئة غير حكومية تقوم بتتبع المواقع المحجوبة في مصر، إن حملة سبتمبر طالت موقعين حقوقيين بالإضافة إلى 17 شبكة إلكترونية خاصة (في.بي.إن) ومواقع بروكسي، وهي المواقع التي تسمح بالتصفح الخفي وبهوية مجهولة.
وفي 19 مايو 2018 خَطت الحكومة خُطوة جديدة؛ إذ لم يقتصر هذا الحجب على المواقع الاخبارية ومواقع الصحف والتدوين الحر بل امتد إلى مواقع ميديا الأفلام والمسلسلات.
صعد إجمالي المواقع المحجوبة إلى حوالي 34 ألفًا في شهر أبريل 2019 إثر محاولة الحكومة إعاقة الوصول إلى موقع حملة سياسية انطلقت قبيل الانتخابات.
وعقب ذلك بأيام (18 أبريل 2019) حُجبت أيضًا منصة «بتلي» لإدارة الروابط المختصرة، فاتسع الحجب مؤقتًا ليسري عمليًا على 37.5 مليار رابط توفر المنصة سبيلاً إليها، واستمر الحظر مدة 12 ساعة قبل أن يُرفع عن المنصة.

## خلفية الأحداث
قامت الحكومة في مصر بحجب المواقع في أحد أقوى الحملات الإلكترونية على المعارضين في 25 مايو 2017. تزامناً مع التصريحات التي نُسبت إلى أمير دولة قطر. تزامن الحجب أيضا مع حجب مشابه لمعظم تلك المواقع قامت به الحكومتان السعودية والإمارتية.
رغم أن الحكومة في مصر رفضت في عام 2012 حجب المواقع الإباحية رغم صدور حكم قضائي بحجبها، ورفضت أيضًا حجب تلك المواقع بعد صدور حكم قضائي جديد من محكمة في 2015. حيث قالت الحكومة أن سرعة الإنترنت في مصر لا تسمح بمثل هذا الحجب.

## المواقع المحجوبة
أغلب المواقع المحجوبة هي مواقع إخبارية ومواقع تقدم أبحاث استقصائية ومواقع حكومية قطرية ومواقع لصحف ومحطات فضائية. شملت قائمة المواقع المحجوبة:
- جميع مواقع مجموعة الجزيرة الإعلامية والجزيرة الوثائقية والجزيرة الإنجليزية
- موقع عربي 21 الإخباري.
- موقع شبكة رصد الإخبارية التي اشتهرت في مصر ببثها لأحداث ثورة الخامس والعشرين من يناير وأحداث انقلاب 2013 .
- موقع قناة الشرق المعارضة للحكومة التي تبث من تركيا.
- موقع ساسة بوست المستقل.
- موقع مدى مصر المستقل الذي نشر تحقيقات حول الفساد وانتهاكات حقوق المصريين وهو يعمل من داخل البلاد ويصف نفسه بأنه تقدمي ولا صلة له بالإسلاميين أو قطر.
- موقع وكالة الأنباء القطرية (قنا).
- مواقع الوطن والراية والعرب.
- النسخة العربية من موقع ذي هافنغتون بوست التابع لمجموعة هافنغتون بوست الإعلامية الأمريكية.
- موقع جريدة الشعب
- موقع صحيفة نافذة مصر
- موقع جريدة المصريون التي ينسبها البعض إلى مقربين من السعودية.
- موقع الحرية بوست وحسم وبوابة القاهرة.
- موقع حماس أونلاين التابع لحركة حماس.
- موقع إخوان أونلاين
- موقع مصر العربية
- موقع جريدة العربي الجديد الذي يبث من لندن.
- موقع جريدة البديل.
- موقع جريدة البداية
- موقع جريدة Daily News Egypt
- موقع جريدة البورصة الاقتصادية
- موقع متصفح تور الذي يستعمله المتصفحون حول العالم لتجنب الحجب.
- موقع حركة حركة شباب 6 أبريل.

## مواقع رُفع الحجب عنها
- موقع منصة النشر الإلكتروني Medium الذي يستخدمه المعارضون في نشر تدويناتهم، ولم ترد أنباء رسمية عن رفع الحجب، إلا أنه تواتر على وسائل التواصل الاجتماعي أن الحجب رُفع عنه في أواخر يناير 2018.[13]

## 2018
في فبراير 2018، حجبت السلطات المصرية خدمة صفحات الجوال المسرعة (AMP) من جوجل بالكامل، ووصل عدد المواقع المحجوبة إلى أكثر من 490 موقع.